# Comuna Novoivankivka, Novomîkolaiivka
Novoivankivka (în ucraineană Новоіванківка) este o comună în raionul Novomîkolaiivka, regiunea Zaporijjea, Ucraina, formată din satele Bohunivka, Dudnîkove, Hranîcine, Kaștanivka, Novoivankivka (reședința), Oleksiivka, Petropavlivske și Vilne.

## Demografie
Componența lingvistică a comunei Novoivankivka
     Ucraineană (93,46%)
     Rusă (5,83%)
     Alte limbi (0,31%)
Conform recensământului din 2001, majoritatea populației comunei Novoivankivka era vorbitoare de ucraineană (93,46%), existând în minoritate și vorbitori de rusă (5,83%).